# Vanna (гурт)
Vanna — американський гардкор-панк-гурт із Бостона, заснований у 2004 році. 15 грудня 2017 року гурт відіграв свій останній концерт у Worcester Palladium.
Звучання гурту описується як шалене та катарсичне, з часом змінюючись від металкору до постгардкору, а деякі пісні містять елементи емо або мелодійного металкору.

## Історія

### 2004—2005: ранні роки
Гурт був створений у грудні 2004 року гітаристами Ніколасом Ламбертом та Еваном Фармакісом. Дует записав перше демо в гуртожитку Ламберта в MassArt, використовуючи програму Reason для барабанів. Незабаром після цього вони залучили барабанщика Брендона Девіса (який на той час грав на гітарі у гурті Therefore I Am), басиста Шона Маркіса та вокаліста Джо Брагеля. Потім вони записали та самостійно випустили перший мініальбом під назвою «This Will Be Our Little Secret». EP з п’ятьма піснями дозволив гурту здобути прихильність місцевої фан-бази. Саме цей мініальбом привернув увагу звукозаписних компаній, і 15 листопада 2005 року гурт підписав контракт з Epitaph Records.

### 2005—2009: Epitaph Records
У березні 2006 року вони випустили 7-дюймовий спліт-альбом разом з Therefore I Am, з якого було зроблено лише 500 пронумерованих вручну копій (100 рожевих, 100 синіх і 300 білих). Потім вони почали записувати третій мініальбом та перший реліз на Epitaph Records, The Search Party Never Came в лютому 2006 року. У процесі запису Vanna вирішили розійтись з першим вокалістом Джо Брагелем. Його замінив Нік Ламберт та взяв на себе вокал для запису цього альбому. Після виходу запису в червні 2006 року вони залучили Кріса Пріса як вокаліста.
У другій половині 2006 року гурт гастролював, а 25 жовтня 2006 року вони вирушили до Сіетла, штат Вашингтон, щоб записати перший повноформатний альбом з продюсером Метом Бейлзом ( Mastodon, Norma Jean, The Fall of Troy, Pearl Jam). Запис тривав до 19 грудня 2006 року. У лютому 2007 року гурт знову почав гастролювати з Esoteric і відіграв кілька виступів під час Epitaph Tour 2007. Їхній перший повноформатний дебютний альбом, Curses, був випущений 24 квітня 2007 року.
15 лютого 2008 року барабанщик Брендон Девіс відіграв свій останній концерт у складі Vanna та покинув гурт під час туру з Knives Exchanging Hands і My Hero Is Me. Гурт завершив тур із Раяном Сіманом на барабанах. Коли гурт почав записувати другий повноформатний альбом, вони залучили Кріса Кемпбелла як штатного барабанщика. Кемпбелл приєднався до Vanna з Нью-Гемпширського гурту Jonah Veil, який розпався. Перший концерт Кемпбелла з Vanna відбувся у The Living Room у Провіденсі, штат Род-Айленд, 22 березня 2008 року.
Наступний альбом Vanna під назвою A New Hope вийшов 24 березня 2009 року. A New Hope посів 31 місце в чарті Billboard Heatseekers. AllMusic описав перший трек як «заїкуватий гардкоровий брейкдаун-вибух», який задає тон для решти альбому, наповненого «піднесенням і руйнівною важкістю»; чогось, що намагалися досягти скримо- гурти.
У липні 2009 року вокаліст Кріс Пріс покинув гурт за власним бажанням, пославшись на «особисті причини». Після літнього туру гурту 2009 року з A Static Lullaby, Пріса змінив Дейві М'юз із Seeker Destroyer. Пріс відіграв свій останній концерт із Vanna в Менсфілді, штат Массачусетс, на зупинці Warped Tour 2009, де на сцену був виведений і представлений М'юз. У суботу, 25 липня 2009 року, М'юз відіграв перше офіційне шоу з Vanna у Palladium у Вустері, штат Массачусетс.

### 2010—2013: Artery Recordings та вихід Евана Фармакіса з гурту
Epitaph виключив гурт зі свого реєстру, тож у серпні 2010 року Vanna оголосили про підписання контракту з Artery Recordings. Дебютним релізом на лейблі став мініальбом під назвою The Honest Hearts з продюсером Джеєм Маасом, випущений 12 жовтня 2010 року. Vanna випустили сингл «Passerby» з мініальбому та перезапис «Trashmouth», а також «Dead Language For A Dying Lady» з Дейві М'юзом. 2 січня 2011 року гурт підтвердив, що вони збираються в Glow in the Dark Studios для запису нового повноформатного альбому під назвою And They Came Baring Bones з продюсером Меттом Голдманом. Альбом вийшов 21 червня 2011 року. AllMusic описав альбом як продовження попередньої роботи, з деякими знайомими піснями в стилі мелодійного металкору та майже таким же вокалом М'юза, який раніше можна було почути у Пріса. Вокал гурту, як і раніше, був поперемінно «гроулінгом і чистим емо», а в деяких піснях ведучим вокалістом був гітарист Фармакіс.
2 лютого 2012 року гурт оголосив, що гітарист/вокаліст Еван Фармакіс і барабанщик Кріс Кемпбелл покинули гурт через сімейні та фінансові проблеми. Фармакіс створив сольний проєкт Wind in Sails. Того ж дня гурт оголосив, що залучив до складу гітариста Джоеля Пастушака. Vanna виступили на Warped Tour 2012.
Після гастролей з кількома запасними барабанщиками Vanna обрали Еріка Ґросса для запису наступного альбому, знову з продюсером Джеєм Маасом. 19 березня 2013 року гурт випустив новий повноформатний альбом The Few and the Far Between, гастролюючи на підтримку релізу протягом 2013 і 2014 років. З серпня по жовтень 2013 року гурт рекламував і підтримував альбом, завантажуючи відеокліпи на своєму YouTube-каналі.
У листопаді 2013 року гурт записав декілька нових пісень і оголосив, що 17 грудня вони самостійно випустять 7-дюймовий альбом під назвою Preying/Purging.

### 2014—2017: Pure Noise Records
У лютому 2014 року гурт оголосив про підписання контракту з Pure Noise Records і про участь у турі Vans Warped Tour 2014. Vanna почали запис нового альбому з продюсером Віллом Путні ( Like Moths to Flames, Texas in July, Stray from the Path).
18 квітня 2014 року гурт оголосив, що їхній п'ятий альбом буде називатися Void і буде випущений 16 червня 2014 року на Pure Noise Records. Стиль гурту змінився зі скримо на металкор, підтриманий чистим вокалом Патушака та скримінгом М'юза. AllMusic описав гурт як «гібрид панк-металу», який випустив «лютий, караючий і невпинно ненавистний...» альбом У серпні було оголошено, що гурт разом із Sirens & Sailors, Sylar і Alive Like Me, виступить на розігріві у першому турі Beartooth Північною Америкою протягом жовтня.
2 жовтня 2015 року вони випустили мініальбом під назвою ALT, що складається з п'яти кавер-версій.
19 травня 2016 року Vanna випустили відео для першого синглу нового альбому All Hell під назвою Pretty Grim, а також оголосили, що All Hell буде випущено 8 липня 2016 року. Було випущено ще два сингли: «Mutter» 9 червня 2016 року та «Leather Feather» 23 червня. AllMusic опублікував рецензію на All Hell, назвавши Vanna «постгардкор гуртом», який випускає альбом, сповнений катарсисної люті.
28 квітня 2017 року гурт підтвердив дати туру під назвою «All Good Things Must Come To An End» як «прощання з нашими друзями», підтверджуючи їхні майбутні плани розійтись. Пастушак вирішив не брати участі у фінальних шоу гурту. Влітку 2017 року гурт оголосив про свій прощальний виступ за підтримки Eighteen Visions, Knocked Loose, Bad Rabbits (пізніше замінені на END), On Broken Wings, Like Pacific, Kublai Khan, Lions Lions, Old Wounds, Sharptooth і Roseview. Останній концерт Vanna відбулося 15 грудня 2017 року в Worcester Palladium у Вустері, штат Массачусетс. У ньому взяли участь колишні учасники Vanna Джо Брагель, Еван Фармакіс, Кріс Пріс, Брендон Девіс і Ерік Гросс.
1 жовтня 2020 року Ніколас Ламберт оголосив через Reddit та Instagram, що п’ятеро початкових учасників Ніколас, Брендон, Шон, Еван і Кріс повернулися разом, щоб створити новий гурт під назвою INSPIRIT. Коли його запитали про напрямок гурту, Ламберт сказав: «Ми хотіли зробити щось, що вписувалося б у те звучання, яке ми створювали в 2006 році, але розумніше і з кращим продюсуванням».

## Склад гурту
| Остаточний склад - Дейві М'юз — ведучий вокал (2009–2017) - Ніколас Ламберт — гітара, вокал (2004–2017) - Шон Маркіс — бас, вокал (2005–2017) - Шеймус Меніхейн — ударні, перкусія (2015–2017) | Гастрольні учасники - Кейсі Елвард — гітара, вокал (2017) - Нік Касаллето — вокал (2006–2007) Колишні учасники - Джо Брагель — вокал (2004–2006) - Джоель Пастушак — гітара, програмування, клавішні, вокал (2012–2017) - Брендон Дейвіс — ударні (2005–2008) - Кріс Пріс — вокал (2006–2009) - Кріс Кемпбел — ударні (2008–2012) - Еван Фармакіс — гітара, вокал, клавішні, програмування (2004–2012) - Ерік "Rabbit" Ґросс — ударні (2012–2015) |

## Дискографія

### Студійні альбоми
| Дата випуску    | Назва                       | Лейбл             | Чарти Billboard                                      |
| --------------- | --------------------------- | ----------------- | ---------------------------------------------------- |
| 24 квітня 2007  | Curses                      | Epitaph           |                                                      |
| 21 березня 2009 | A New Hope                  | Epitaph           | #31 (Heatseekers)                                    |
| 21 червня 2011  | And They Came Baring Bones  | Artery Recordings | №42 (незалежний), №22 (гард-рок) і №8 (Heatseekers)  |
| 19 березня 2013 | The Few and the Far Between | Artery Recordings | №39 (незалежний), №16 (гард-рок) і №12 (Heatseekers) |
| 17 червня 2014  | Void                        | Pure Noise        | №157 (Топ 200)                                       |
| 8 липня 2016    | All Hell                    | Pure Noise        | #2 (Heatseekers)                                     |

### Мініальбоми
| Дата випуску    | Назва                          | Лейбл                | Чарти Billboard   |
| --------------- | ------------------------------ | -------------------- | ----------------- |
| 2005            | Demo                           | Випущений незалежно  |                   |
| Серпень 2005    | This Will Be Our Little Secret | Випущений незалежно  |                   |
| 10 березня 2006 | Therefore I Am / Vanna         | Robotica Records     |                   |
| 6 червня 2006   | The Search Party Never Came    | Epitaph              |                   |
| 12 жовтня 2010  | The Honest Hearts              | Artery Recordings    | #18 (Heatseekers) |
| 17 грудня 2013  | Preying/Purging                | Випущений самостійно |                   |
| 2 жовтня 2015   | ALT                            | Pure Noise Records   |                   |

### Появи у збірках
| Дата випуску       | Назва                                          | Назва пісні                        | Лейбл                                               |
| ------------------ | ---------------------------------------------- | ---------------------------------- | --------------------------------------------------- |
| Зима 2006          | Epitaph Sampler                                | «That Champagne Feeling» (демо)    | Epitaph                                             |
| Зима 2006 (Європа) | Epitaph Sampler                                | «A Dead Language for a Dying Lady» | Hellcat Records                                     |
| 6 червня 2006      | Warped Tour 2006 Compilation (Disc 2)          | «A Dead Language for a Dying Lady» | Epitaph Records і SideOneDummy Records              |
| 6 червня 2006      | Unsound Volume 1                               | «I Am the Wind»                    | Epitaph Records                                     |
| 20 червня 2006     | Purevolume Epitaph Digital Summer Sampler      | «The Search Party Never Came»      | Epitaph Records                                     |
| Літо 2006          | Epitaph Sampler                                | «The Search Party Never Came»      | Epitaph Records                                     |
| Літо 2006          | Best Buy 'The Noise of Summer' Sampler         | «The Search Party Never Came»      | Epitaph Records & Alternative Distribution Alliance |
| Грудень 2006       | Purevolume 'Epitaph Tour 2007' Digital Sampler | «The Things He Carried»            | Epitaph Records                                     |
| Зима 2007          | Epitaph Sampler                                | «Country Boys...Goddamn»           | Epitaph Records                                     |
| Весна 2007         | Epitaph Sampler                                | «The Things He Carried»            | Epitaph Records                                     |
| 23 березня 2007    | Hails & Horns Volume 3 Sampler                 | «The Things He Carried»            | Epitaph Records                                     |
| 5 червня 2007      | Warped Tour Compilation (Disc 2)               | «The Things He Carried»            | Epitaph Records і SideOneDummy Records              |
| Літо 2007          | Epitaph Sampler                                | «The Alarm»                        | Epitaph Records                                     |
| жовтень 2007       | Purevolume & Epitaph Halloween Digital Sampler | «We Ate the Horse You Rode in On»  | Epitaph Records                                     |
| 9 червня 2009      | Warped Tour 2009 Tour Compilation (Disc 2)     | «Into Hell's Mouth We March»       | Epitaph Records іSideOneDummy Records               |
| 20 лютого 2012     | One H.E.L.L. of a Compilation (Side D)         | «Every Bridge»                     | Get Stoked! Records                                 |
| 5 червня 2012      | Warped Tour 2012 Tour Compilation (Disc 2)     | «I, the Remover»                   | Epitaph Records і SideOneDummy Records              |